# پومرا
پومرا (به لاتین: Pomara) یک منطقهٔ مسکونی در بنگلادش است که در ناحیه چیتاگونگ واقع شده‌است.